# تاريخ إسرائيل

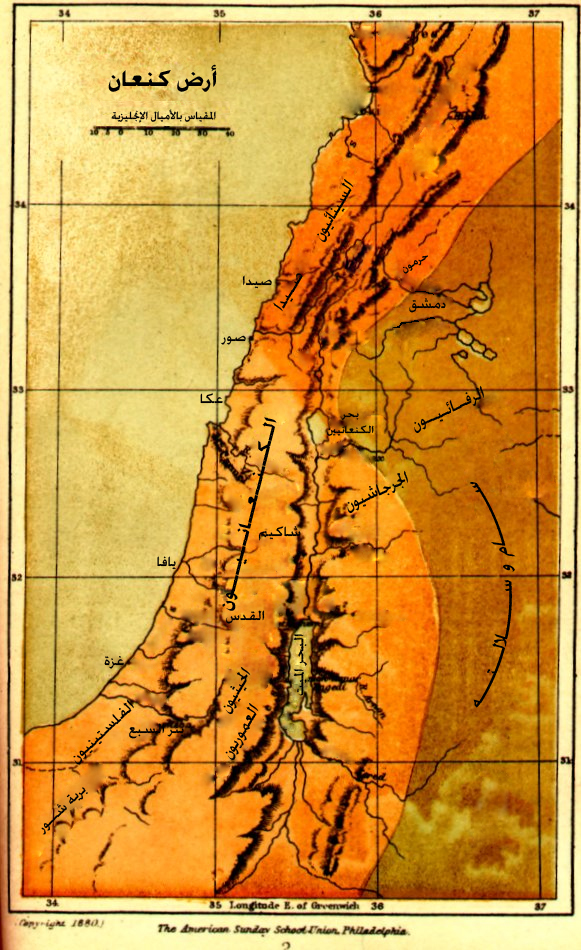
خارطة فلسطين القديمة تبين تواجد الكنعانيين

إسرائيل أو أرض إسرائيل (بالإنجليزية والفرنسية: Israel ؛ باليونانية: Ισραήλ ؛ باللاتينية:Izrael؛ بالعبرية: ישראל). هي دولة أقيمت على أرض فلسطين التاريخية بعد حرب 1948 أو النكبة في قلب الشرق الأوسط، وتحديدا الهلال الخصيب حيث تشكل فلسطين التاريخية الجزء الجنوبي الغربي من بلاد الشام. إسرائيل محاطة اليوم ببلدان عربية وكذلك جزء من سكانها من الناطقين بالعربية (المسلمون والمسيحيون والدروز)، أما الجزء الآخر من سكانها هم من المهاجرين اليهود وأبناء شعوب أخرى. تقع شرق البحر الأبيض المتوسط وتصل بين غربي آسيا وشمالي أفريقيا بوقوعها، وشبه جزيرة سيناء، عند نقطة التقاء القارتين.
ورد اسم إسرائيل كمنطقة جغرافية في الكتاب المقدس العبري عدة مرات نذكر منها على سبيل المثال لا الحصر:
«فلم يتبق عناقيون في أرض بني إسرائيل، لكن بقوا في غزة وجت وأشدود; فأخذ يشوع كل الأرض حسب كل ما كلم به الرب موسى، وأعطاها يشوع ملكا لإسرائيل حسب فرقهم وأسباطهم. واستراحت الأرض من الحرب» (سفر يشوع الفصل الحادي عشر: 22)
«لذلك قل: هكذا قال السيد الرب: إني أجمعكم من بين الشعوب، وأحشركم من الأراضي التي تبددتم فيها، وأعطيكم أرض إسرائيل» (سفر حزقيال الفصل الحادي عشر: 17)

## طالِع أيضًا
- التسلسل الزمني لتاريخ دولة إسرائيل
- قائمة أحداث الصراع العربي الإسرائيلي
- تاريخ مملكتي إسرائيل ويهوذا القديمتين
- العصور الزمنية لمنطقة فلسطين